# Sancho I García

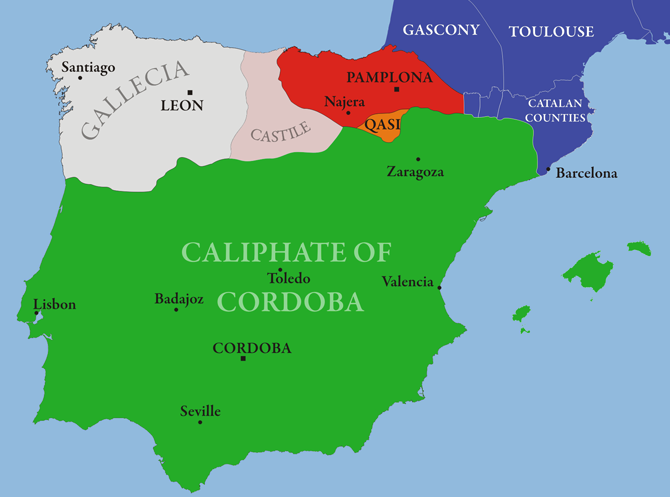
Mapa ziem hiszpańskich w 1000 roku

Sancho I García (zm. 1017) – hrabia Kastylii i Álava od 995 roku do śmierci.
Sancho był synem Garcíi I Fernándeza i Aby z Ribagorzy. W 990 zbuntował się przeciw ojcu z pomocą Al-Mansura Ibn Abi Aamira, rządzącego wówczas w Kalifacie Kordowy. Spowodowało to podział kraju pomiędzy niego i ojca, który utrzymał się do śmierci Garcii.
Razem z królem Nawarry, Garcią II, i Garcią Gomezem, panem Banu, odnowił rekonkwistę, buntując się przeciw muzułmanom. Sancho stanął na czele tej koalicji. Początkowo Arabowie odnosili sukcesy, rozbijając chrześcijan pod Cerverą w lipcu 1000 roku, jednak już we wrześniu wojska chrześcijańskie z powodzeniem stawiły czoła arabskiej wyprawie w głąb terytorium chrześcijańskiego.
Kolejne walki miały miejsce w 1002 roku, jednak Al-Mansur zmarł w jej trakcie, powodując w Kordowie kryzys władzy i osłabienie państwa.
Następcą Sancho został jego jedyny syn, Garcia II Sanchez.
Jego żoną była Urraka, która jest uważana za jego kuzynkę, córkę hrabiego Gómeza Díaza z Saldañii.
Potomstwo:
- Muniadona, najstarsza córka, żona Sancho III Wielkiego z Nawarry
- Ferdynand (zm. 999)
- Tigridia, zakonnica w klasztorzez San Salvador de Oña
- Sancha, żona Berenguera Ramona I
- García, jedyny syn i następca